# Triunvirato Paraguaio
O Triunvirato Paraguaio foi uma forma de governo que substituiu ao governo de Francisco Solano López logo após a sua queda, na Guerra do Paraguai. Foram eleitos para o triunvirato Juan Francisco Decoud, José Díaz de Bedoya e Carlos Loizaga. Juan Francisco Decoud foi vetado pelas autoridades aliadas e foi substituído por Cirilo Antonio Rivarola. Durou de 7 de setembro de 1869 a 31 de agosto de 1870.